# Diana de Paco
Diana Marta de Paco Serrano, más conocida como Diana de Paco, (Murcia, 1973) es una escritora, docente e investigadora española especializada en literatura griega y literatura comparada. Ha publicado más de treinta obras, por algunas de las cuales ha recibido distintos premios, como el Premio Irreverentes de Comedia en 2015 por la obra De mutuo acuerdo y otras obras menudas.

## Trayectoria
Nació en Murcia en 1973. Es hija de los investigadores teatrales Virtudes Serrano y Mariano de Paco, y hermana del director de escena Mariano de Paco Serrano, gerente de los Teatros del Canal de Madrid. Es doctora en Filología clásica por la Universidad de Murcia y licenciada en Filología italiana por la Universidad de Salamanca.
Su primera obra, titulada Eco de Cenizas y editada por la Universidad de Sevilla, fue publicada en 1999, por el que consiguió el Accésit de Teatro en el V Certamen Literario de esta universidad (1997).
Desde 2000, De Paco ha ejercido de profesora titular de Filología Griega en la Universidad de Murcia.  La docente fue prejubilada en 2024 tras sufrir un ictus. 
En su faceta académica, realiza publicaciones científicas cuya temática se centra en la literatura griega y la literatura comparada. La mitología griega y sus personajes son una de las características más importantes de sus creaciones dramáticas.

## Reconocimientos
En 1997, De Paco recibió el Premio Accésit de Teatro en el V Certamen Literario de esta universidad por su primera obra Eco de Cenizas. Algunos años después, en 2009, el Teatro Principal de Palencia otorgó el Premio Palencia de Teatro a Obsesión Street. Al año siguiente, fue nominada al premio Max por el Mejor Espectáculo Revelación por esa misma obra. En 2015, De Paco fue galardonada con el I Premio Irreverentes de Comedia por De mutuo acuerdo y otras obras menudas organizado por el sello editorial Ediciones Irrelevantes.

## Obra

### Obras teatrales[1][10][11]
- 1999 – Eco de cenizas. ISBN 9788447205240.[12]
- 2002 – Lucía y la antesala. ISBN 84-7564-232-2.[13]
- 2004 – Su tabaco, gracias.[14] En Teatro breve entre dos siglos, edición de Virtudes Serrano, Madrid, Cátedra, 2004
- 2009 – El canto póstumo de Orfeo. Monólogo de tres almas. En sentido figurado.
- 2010 – Obsesión Street. ISBN 978-84-8374-897-8.[15]
- 2010 – Polifonía. Universidad de Murcia. ISBN 9788483718384.
- 2011 – El monominimalista y Ana y Manuel: Publicados en F. Gutiérrez Carbajo, Literatura Española desde 1939 hasta la actualidad. UNED.
- 2015 – De mutuo acuerdo y otras obras menudas. Ediciones Irreverentes. ISBN 9788416107421.[16]
- 2016 – Casandras. Ediciones Esperpento. ISBN 978-84-945155-3-8.[17]
- 2019 – Eva a las seis. Ediciones Irreverentes. ISBN 978-84-17481-39-1.[18]